# Daphne Akhurst

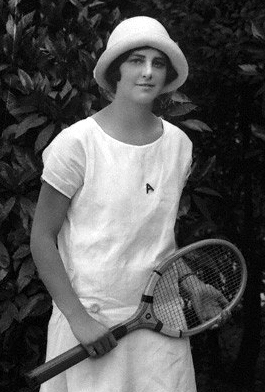
Daphne Akhurst (1925)

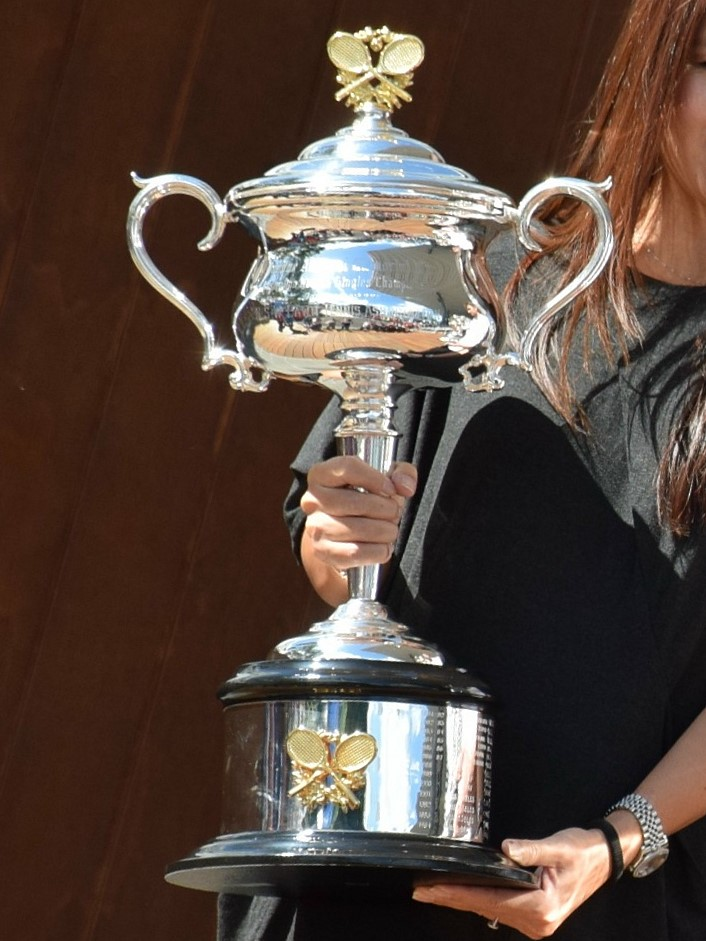
Daphne Akhurst Memorial Cup

Daphne Jessie Akhurst (* 22. April 1903 in Sydney; † 9. Januar 1933 ebenda), später Daphne Cozens, war eine australische Tennisspielerin.
Sie gewann 1925, 1926, 1928, 1929 und 1930 fünfmal das Dameneinzel bei den australischen Tennismeisterschaften, heute Australian Open genannt. Damit belegt sie hinter Margaret Smith mit elf Einzelsiegen und Nancye Wynne sowie Serena Williams, die je sechsmal gewannen, den vierten Platz in der ewigen Bestenliste des Turniers. Im Jahr 1931 trat sie vom aktiven Tennissport zurück.
Am 26. Februar 1930 heiratete sie Royston Stuckey Cozens in Sydney.
Nach ihrem frühen Tod wegen einer ektopen Schwangerschaft im Alter von nur 29 Jahren wurde der Siegerpokal des Damenturniers der australischen Tennismeisterschaften in Daphne Akhurst Memorial Cup benannt.